# Derek Warwick
Derek Stanley Arthur Warwick (1954. augusztus 27.) brit autóversenyző, volt Formula–1-es pilóta, az 1992-es Le Mans-i 24 órás autóverseny győztese.

## Pályafutása
Pályafutása kezdetén nagyobb tehetségnek tartották, mint Nigel Mansellt. 1978-ban megnyerte a brit Formula–3-as bajnokságot. Tíz évet töltött a Formula–1-ben, de egyetlen futamot sem tudott nyerni. 1984-ben Alain Prost helyére leigazolták a Renaulthoz, de a csapat éppen akkor kezdett hanyatlani. Legjobb eredményét, a belga nagydíjon szerzett második helyet ebben az évben érte el. 1986-ban Ayrton Senna megakadályozta, hogy a Lotus csapathoz szerződjön, egy időre visszavonult a Formula–1-től. Elio de Angelis halála után a Brabham csapattal tért vissza, majd az Arrowshoz szerződött, három évig versenyzett a csapatban. A következő évben a Lotushoz igazolt, de jelentősebb eredményeket itt sem tudott elérni. Később sportkocsiversenyeken indult, s 1991-ben megnyerte a világbajnokságot. 1993-ban a Footwork színeiben ismét megjelent a Formula–1 mezőnyében, de eredményeket most sem tudott elérni. 1994-ben végleg visszavonult a Formula–1 világától. Azóta a brit túrakocsi bajnokságok rendszeres résztvevője.

## Eredményei

### Teljes Formula–1-es eredménysorozata
(Táblázat értelmezése)

(Félkövér: pole-pozícióból indult; dőlt: leggyorsabb kört futott) 

| Év   | Csapat                    | Modell         | Motor       | 1      | 2      | 3      | 4      | 5      | 6      | 7      | 8      | 9      | 10     | 11     | 12     | 13     | 14     | 15     | 16     | Helyezés | Pont |
| ---- | ------------------------- | -------------- | ----------- | ------ | ------ | ------ | ------ | ------ | ------ | ------ | ------ | ------ | ------ | ------ | ------ | ------ | ------ | ------ | ------ | -------- | ---- |
| 1981 | Candy Toleman Motorsport  | Toleman TG181  | Hart        | USW    | BRA    | ARG    | SMR Nk | BEL Nk | MON Nk | ESP Nk | FRA Nk | GBR Nk | GER Nk | AUT Nk | NED Nk | ITA Nk | CAN Nk | CPL Ki |        | -        | 0    |
| 1982 | Candy Toleman Motorsport  | Toleman TG181C | Hart        | RSA Ki | BRA Nk | USW Nk | SMR Ki | BEL Ki | MON Nk | DET    | CAN    | NED Ki | GBR Ki | FRA 15 | GER 10 | AUT Ki | SUI Ki |        |        | -        | 0    |
| 1982 | Candy Toleman Motorsport  | Toleman TG183  | Hart        |        |        |        |        |        |        |        |        |        |        |        |        |        |        | ITA Ki | CPL Ki | -        | 0    |
| 1983 | Candy Toleman Motorsport  | Toleman TG183B | Hart        | BRA 8  | USW Ki | FRA Ki | SMR Ki | MON Ki | BEL 7  | DET Ki | CAN Ki | GBR Ki | GER Ki | AUT Ki | NED 4  | ITA 6  | EUR 5  | RSA 4  |        | 14.      | 9    |
| 1984 | Equipe Renault Elf        | Renault RE50   | Renault     | BRA Ki | RSA 3  | BEL 2  | SMR 4  | FRA Ki | MON Ki | CAN Ki | DET Ki | DAL Ki | GBR 2  | GER 3  | AUT Ki | NED Ki | ITA Ki | EUR 11 | POR Ki | 7.       | 23   |
| 1985 | Equipe Renault Elf        | Renault RE60   | Renault     | BRA 10 | POR 7  | SMR 10 | MON 5  | CAN Ki | DET Ki | FRA 7  |        |        |        |        |        |        |        |        |        | 14.      | 5    |
| 1985 | Equipe Renault Elf        | Renault RE60B  | Renault     |        |        |        |        |        |        |        | GBR 5  | GER Ki | AUT Ki | NED Ki | ITA Ki | BEL 6  | EUR Ki | RSA    | AUS Ki | 14.      | 5    |
| 1986 | Motor Racing Developments | Brabham BT55   | BMW         | BRA    | ESP    | SMR    | MON    | BEL    | CAN Ki | DET 10 | FRA 9  | GBR 8  | GER 7  | HUN Ki | AUT NI | ITA Ki | POR Ki | MEX Ki | AUS Ki | -        | 0    |
| 1987 | USF&G Arrows Megatron     | Arrows A10     | Megatron    | BRA Ki | SMR 11 | BEL Ki | MON Ki | DET Ki | FRA Ki | GBR 5  | GER Ki | HUN 6  | AUT Ki | ITA Ki | POR 13 | ESP 10 | MEX Ki | JPN 10 | AUS Ki | 16.      | 3    |
| 1988 | USF&G Arrows Megatron     | Arrows A10B    | Megatron    | BRA 4  | SMR 9  | MON 4  | MEX 5  | CAN 7  | DET Ki | FRA Ki | GBR 6  | GER 7  | HUN Ki | BEL 5  | ITA 4  | POR 4  | ESP Ki | JPN Ki | AUS Ki | 8.       | 17   |
| 1989 | USF&G Arrows              | Arrows A11     | Ford        | BRA 5  | SMR 5  | MON Ki | MEX Ki | USA Ki | CAN Ki | FRA    | GBR 9  | GER 6  | HUN 10 | BEL 6  | ITA Ki | POR Ki | ESP 9  | JPN 6  | AUS Ki | 10.      | 7    |
| 1990 | Camel Team Lotus          | Lotus 102      | Lamborghini | USA Ki | BRA Ki | SMR 7  | MON Ki | CAN 6  | MEX 10 | FRA 11 | GBR Ki | GER 8  | HUN 5  | BEL 11 | ITA Ki | POR Ki | ESP Ki | JPN Ki | AUS Ki | 14.      | 3    |
| 1993 | Footwork Mugen-Honda      | Footwork FA13B | Mugen-Honda | RSA 7  | BRA 9  |        |        |        |        |        |        |        |        |        |        |        |        |        |        | 16.      | 4    |
| 1993 | Footwork Mugen-Honda      | Footwork FA14  | Mugen-Honda |        |        | EUR Ki | SMR Ki | ESP 13 | MON Ki | CAN 16 | FRA 13 | GBR 6  | GER 17 | HUN 4  | BEL Ki | ITA Ki | POR 15 | JPN 14 | AUS 10 | 16.      | 4    |

## Fordítás
- Ez a szócikk részben vagy egészben  a   Derek Warwick című angol Wikipédia-szócikk fordításán alapul.  Az eredeti cikk szerkesztőit annak laptörténete sorolja fel. Ez a jelzés csupán a megfogalmazás eredetét és a szerzői jogokat jelzi, nem szolgál a cikkben szereplő információk forrásmegjelöléseként.